# Pelle el Conquistador
Pelle el Conquistador es una película de 1987 del director danés Bille August. Es una coproducción sueco-danesa protagonizada por Max von Sydow. Ganó ese mismo año el Óscar a la Mejor Película Extranjera. El guion está basado en la novela homónima del escritor danés Martin Andersen Nexø.

## Argumento
A finales del siglo XIX, un barco lleno de emigrantes suecos con destino a los Estados Unidos llega a la isla danesa de Bornholm. Entre ellos están el niño Pelle (Pelle Hvenegaard) y su padre Lasse (Max von Sydow), que quieren emigrar tras la muerte de la madre. Como el dinero para el pasaje no les alcanza, tratan de encontrar un trabajo que les permita ahorrar, ya que se rumorea que allí se puede ganar dinero en poco tiempo. Consiguen trabajo en una granja, pero debido a su bajo estatus social, solo consiguen ser explotados y maltratados.

## Reparto
| Actor              | Personaje                 |
| ------------------ | ------------------------- |
| Max von Sydow      | Lassefar "Lasse" Karlsson |
| Pelle Hvenegaard   | Pelle Karlsson            |
| Erik Paaske        | Foreman                   |
| Björn Granath      | Erik                      |
| Astrid Villaume    | Sra. Kongstrup            |
| Axel Strøbye       | Kongstrup                 |
| Troels Asmussen    | Rud                       |
| Kristina Törnqvist | Anna                      |
| Karen Wegener      | Sra. Olsen                |
| Sofie Gråbøl       | Señorita Sine             |
| Lars Simonsen      | Niels Køller              |
| Buster Larsen      | Ole Køller                |
| John Wittig        | Schoolteacher             |
| Thure Lindhardt    | Nilen                     |

## Premios

### Oscar
| Año  | Categoría                            | Intérprete                           | Resultado |
| ---- | ------------------------------------ | ------------------------------------ | --------- |
| 1988 | Oscar a la mejor película extranjera | Oscar a la mejor película extranjera | Ganadora  |
| 1988 | Oscar al mejor actor                 | Max von Sydow                        | Nominado  |